# Fluroxypyr
Fluroxypyr ist eine organische Verbindung, die zu den Heterocyclen (genauer: Heteroaromaten) zählt. Sie besteht aus einem Pyridinring, der vielfach substituiert ist.

## Gewinnung und Darstellung
Fluroxypyr kann durch Reaktion von 4-Amino-2,3,5-trichlor-6-fluorpyridin mit Natriumhydroxid, Butylchloracetat sowie Chlorwasserstoff gewonnen werden.

## Eigenschaften
Fluroxypyr ist ein weißer Feststoff, der gering löslich in Wasser ist. Er ist stabil gegenüber einer Hydrolyse.

## Verwendung
Fluroxypyr wird als Wirkstoff in Pflanzenschutzmitteln verwendet. Es ist ein systemisches und selektives Herbizid aus der Klasse der Wuchsstoffe, das bevorzugt im Nachauflauf eingesetzt wird.

## Zulassung
Der Wirkstoff Fluroxypyr wurde in der Europäischen Union im Jahre 2000 für Anwendungen als Herbizid in die Liste der zulässigen Pflanzenschutzmittel-Wirkstoffe aufgenommen. Nach einer zwischenzeitlichen Verlängerung der Zulassung wurde die Verwendung von Fluroxypyr 2011 erneut genehmigt.
In einer Reihe von EU-Staaten, unter anderem in Deutschland und Österreich, sowie in der Schweiz sind Pflanzenschutzmittel mit diesem Wirkstoff zugelassen.